# Sphecodes johnsonii
Sphecodes johnsonii là một loài Hymenoptera trong họ Halictidae. Loài này được Lovell mô tả khoa học năm 1909.